# Samsung Galaxy M11
El Samsung Galaxy M11 es un teléfono inteligente de doble SIM fabricado por Samsung para India, parte de la serie Samsung Galaxy M.

## Características

### Hardware
El Galaxy M11 es un teléfono inteligente con factor de forma de tipo slate, cuyas dimensiones son 161,4 × 76,3 × 9 milímetros y pesa 197 gramos.
El dispositivo está equipado con conectividad GSM, HSPA, LTE, Wi-Fi 802.11 b/g/n con Wi-Fi Direct y soporte hotspot, Bluetooth 4.2 con A2DP y LE, GPS con A-GPS, GALILEO, BDS y GLONASS y radio FM. Dispone de puerto microUSB 2.0 Type-C 1.0 y entrada jack de audio de 3.5 milímetros.
El Galaxy M11 está equipado con una pantalla táctil capacitiva PLS TFT de 6,4 pulgadas en diagonal con una relación de aspecto de 19,5:9, esquinas redondeadas y resolución HD+ de 720 × 1560 píxeles (densidad de 268 píxeles por pulgada). El marco lateral y la parte trasera están hechos de plástico.
Tiene una batería de iones de litio de 5000 mAh no extraíble. Admite carga rápida 15 W.
Su chipset es un Snapdragon 450. La memoria interna del tipo eMMC 5.1 es de 32 o 64 GB, mientras que la RAM es de 3 o 4 GB (dependiendo de la variante elegida).
La cámara trasera tiene tres sensores, uno de 13 megapíxeles, un gran angular de 5 megapíxeles y una cámara de profundidad de 2 megapíxeles, cuenta con autofoco, modo HDR y flash LED, es capaz de grabar video full HD a 30 cuadros por segundo, mientras que la cámara frontal (insertada en un orificio en la parte superior izquierda de la pantalla) es de 8 megapíxeles, con HDR y grabación de video full HD a 30 fps.

### Software
Su sistema operativo es Android 10. Tiene la interfaz de usuario One UI Core 2.0.
A finales de la primavera de 2021 recibió la actualización a Android 11 con One UI Core 3.1.

## Marketing
El dispositivo se lanzó en mayo de 2020.